# Phymasterna cyaneoguttata
Phymasterna cyaneoguttata är en skalbaggsart som beskrevs av Leon Fairmaire 1886. Phymasterna cyaneoguttata ingår i släktet Phymasterna och familjen långhorningar.
Artens utbredningsområde är Madagaskar. Inga underarter finns listade i Catalogue of Life.